# Beyond (angelaのアルバム)
『Beyond』（ビヨンド）は、angelaの9枚目のオリジナルアルバム。2017年12月20日にKING AMUSEMENT CREATIVEから発売された。

## 概要
- 前回アルバムから1年ぶりのアルバムリリース。
- アルバムタイトル「Beyond」は、「angelaの、その先へ－」というコンセプトと、蒼穹のファフナーの新シリーズ「蒼穹のファフナーTHE BEYOND」からきている[1]。
- アルバム発売当初は、ジャケットがバナナフリッターズの着ぐるみを着た二人だったが、「大人なのに調子に乗ってしまったため」ジャケットが急遽変更され今のものになった。公式サイトは、通常版とアホジャケver.の両方が公開されている。
- アニメ「亜人」「アホガール」「ブラッククローバー」「蒼穹のファフナーTHE BEYOND」「K」「BLAME!」、ひかりTVの番組「Excellent Japan 日本列島再発見」、「angelaのsparking!talking!show!」新エンディングと様々なタイアップがなされた。タイアップ曲は11曲中9曲。
- 発売を記念し、「angela史上いまだかつてない!?真面目に語る「Beyond」楽曲解説＆アナザージャケットサイン会！」が開催された。
- 初回限定生産盤は、外箱仕様でBlu-rayつき。

## 収録曲
【CD】
| 全作詞: atsuko(#12を除く)、全作曲: atsuko・KATSU(#12を除く)、全編曲: KATSU(#12を除く)。 |                                                                                 |                   |                          |      |
| #                                                                                       | タイトル                                                                        | 作詞              | 作曲・編曲               | 時間 |
| 1.                                                                                      | 「僕は僕であって」(angela×fripSide)                                             | atsuko(#12を除く) | atsuko・KATSU(#12を除く) | 4:46 |
| 2.                                                                                      | 「全力☆Summer!」                                                                | atsuko(#12を除く) | atsuko・KATSU(#12を除く) | 3:53 |
| 3.                                                                                      | 「Dream on」                                                                    | atsuko(#12を除く) | atsuko・KATSU(#12を除く) | 4:28 |
| 4.                                                                                      | 「Prologue -君の向こう側-」                                                     | atsuko(#12を除く) | atsuko・KATSU(#12を除く) | 4:09 |
| 5.                                                                                      | 「語り継がれしもの」                                                            | atsuko(#12を除く) | atsuko・KATSU(#12を除く) | 4:14 |
| 6.                                                                                      | 「あの夏空」                                                                    | atsuko(#12を除く) | atsuko・KATSU(#12を除く) | 4:47 |
| 7.                                                                                      | 「SEVEN STORIES」                                                               | atsuko(#12を除く) | atsuko・KATSU(#12を除く) | 4:46 |
| 8.                                                                                      | 「Beautiful day」                                                               | atsuko(#12を除く) | atsuko・KATSU(#12を除く) | 5:20 |
| 9.                                                                                      | 「道しるべ」                                                                    | atsuko(#12を除く) | atsuko・KATSU(#12を除く) | 4:26 |
| 10.                                                                                     | 「Calling you」                                                                 | atsuko(#12を除く) | atsuko・KATSU(#12を除く) | 5:49 |
| 11.                                                                                     | 「LOVE★CIRCUS」                                                                 | atsuko(#12を除く) | atsuko・KATSU(#12を除く) | 4:17 |
| 12.                                                                                     | 「お前を傷つける奴にここでサヨナラを」(ドメスティック♡ラヴバンド、隠しトラック) | atsuko(#12を除く) | atsuko・KATSU(#12を除く) | 4:41 |
| 合計時間:                                                                               | 合計時間:                                                                       | 55:36             |                          |      |

【Blu-ray】（初回限定生産盤のみ)
- 「angela 全力☆Live！2017」ツアー密着メイキング
- 「此処に居るよ」武道館LIVE用特別映像

## 楽曲解説
1. 僕は僕であって
アニメ『亜人』第2クール前半オープニング
  - fripSideとのコラボシングル。
2. 全力☆Summer!
アニメ『アホガール』オープニング
  - 26thシングル。
3. Dream on
OVA『ブラッククローバー』JSAF2016披露版エンディング
4. Prologue -君の向こう側-
『蒼穹のファフナーTHE BEYOND』イメージソング
  - 24曲目のファフナーソング。このアルバム唯一のファフナーソングである。
5. 語り継がれしもの
『Excellent Japan 日本列島再発見　―ボニンブルーの楽園　小笠原諸島―』オープニング
  - 番組内では、atsukoはナレーションも担当している。
6. あの夏空
『Excellent Japan 日本列島再発見　―ボニンブルーの楽園　小笠原諸島―』イメージソング
7. SEVEN STORIES
劇場アニメ『K SEVEN STORIES』イメージソング
8. Beautiful day

  - atsukoのボーカルテイクをちょっとずつ加工して使った楽曲[2]。
9. 道しるべ
ラジオ番組『angelaのsparking!talking!show!』新エンディング
  - ウエディング・ソング。歌詞には「ブーケ」や「バージンロード」といった言葉が登場する。
  - 『angelaのsparking!talking!show!』内のお便りにて結婚報告が来ると、この曲をバックに祝福することがある。
10. Calling you
アニメ映画『BLAME!』主題歌
  - メロディや人間らしさがあまりない楽曲。そのため、atsukoもビブラートを使わなかった[3]。
11. LOVE★CIRCUS
  - 歌詞の「そうねダイアナ」のダイアナは、「大サーカス」にて毎回出演していた三人組のクラウンのうちの亡くなった一人の名前[4]。
12. お前を傷つける奴にここでサヨナラを(シークレット・トラック)
  - ドメスティック♥ラヴバンドの久々の新曲。angelaとしては11曲目で終わっているため、ジャケット裏にも歌詞カードにも一切クレジットはない。曲名や歌詞が書かれたシールがCDと一緒に入っているので、自分で貼る必要がある。